# پاند اینلت
پاند اینلت (به انگلیسی: Pond Inlet) یک شهرک در کانادا است که در تانونک واقع شده‌است. پاند اینلت ۱۷۳٫۳۶ کیلومتر مربع مساحت و ۱٬۶۱۷ نفر جمعیت دارد و ۵۵ متر بالاتر از سطح دریا واقع شده‌است.